# Macropsis sauroni
Macropsis sauroni är en insektsart som beskrevs av Hamilton 1972. Macropsis sauroni ingår i släktet Macropsis och familjen dvärgstritar. Inga underarter finns listade i Catalogue of Life.